# Ji Yoo-jin
Ji Yoo-jin (ur. 6 lipca 1988) – koreańska wioślarka.

## Osiągnięcia
- Mistrzostwa Świata – Monachium 2007 – dwójka podwójna – 11. miejsce[1].
- Igrzyska Olimpijskie – Pekin 2008 – dwójka podwójna wagi lekkiej – 17. miejsce[1].
- Mistrzostwa Świata – Poznań 2009 – jedynka wagi lekkiej – 17. miejsce[1].